# Bullfighter and the Lady
Bullfighter and the Lady is een Amerikaanse western uit 1951 onder regie van Budd Boetticher. In Nederland en Vlaanderen werd de film destijds uitgebracht onder de titel Torero.

## Verhaal
De Amerikaan Johnny Regan gaat naar Mexico om stierenvechter te worden. Op die manier wil hij indruk maken op Anita de la Vega. Zijn opleiding onder leiding van Manolo Estrada loopt niet volgens plan.

## Rolverdeling
| Acteur                   | Personage        |
| ------------------------ | ---------------- |
| Robert Stack             | Johnny Regan     |
| Joy Page                 | Anita de la Vega |
| Gilbert Roland           | Manolo Estrada   |
| Virginia Grey            | Lisbeth Flood    |
| John Hubbard             | Barney Flood     |
| Katy Jurado              | Chelo Estrada    |
| Antonio Gomez            | Antonio Gomez    |
| Ismael Pérez             | Panchito         |
| Rodolfo Acosta           | Juan             |
| Ruben Padilla            | Dr. Sierra       |
| Darío Ramírez            | Pepe Mora        |
| Luis Briones             | Stierenvechter   |
| Luis Castro              | Stierenvechter   |
| Ricardo Torres           | Stierenvechter   |
| Alfonso Ramírez Calesero | Stierenvechter   |